# Callanova metoda
Callanova metoda (anglicky Callan method) je jedna z alternativních metod výuky cizích jazyků. Hlavní předností této metody je především aktivní používání jazyka v jeho mluvené formě. Student je „nucen“ mluvit a díky tomu dochází k odbourávání strachu z používání jazyka a nabývání sebevědomí.
Základem Callanovy metody je otázka, odpověď, opakování; podstatou otázka a dlouhá odpověď, prostřednictvím které se studenti učí.
V hodinách vyučovaných Callanovou metotodu student hovoří mnohem častěji než v běžné hodině angličtiny. Díky této metodě se studenti údajně naučí angličtinu až čtyřikrát rychleji než pomocí jiných metod. Studenti jsou v přímém kontaktu s lektorem, a tímto se snižuje možnost špatného osvojení jazykové struktury a návyků. Učení je zábava, nevzniká prostor na ticho, nudu nebo ztrátu koncentrace.

## Historie
Ve druhé polovině 20. století se v oblasti vyučování cizích jazyků hledaly nové způsoby, které by odstranily nedostatky způsobené špatným přístupem ve výuce a používáním nevhodných metod. Ve Spojených státech a Západní Evropě se objevují tendence rozpracovávat a zdokonalovat nové metody založené na metodě přímé. Díky tomu vzniká v 60. letech 20. století Callanova metoda. Autorem je Robin Callan, narozen v roce 1932 v Anglii. V roce 1959 začal vyučovat angličtinu v Itálii. Učení jej bavilo, ale metody a samotný přístup, který viděl u svých kolegů, ho nenadchly a zdály se mu nudné. Začal pracovat na své vlastní knize o učení angličtiny, a tak vznikla Callanova metoda.
Po příjezdu zpátky do Anglie otevřel na Oxford Street "The Callan School", což je největší soukromá škola v Londýně, která vyučuje angličtinu jako cizí jazyk. I nadále pokračoval v psaní „Callanových“ knih, které jsou rozšířeny a používány na celém světě.

## Členění Callanovy metody
Callanova metoda je členěna do dvanácti úrovní – od úplných začátečníků až po velmi pokročilé studenty v úrovni B2/C1. Ve třídě je maximálně deset studentů a během výuky student slyší a mluví čtyřikrát více než v tradiční hodině výuky cizího jazyka.
Pro úspěšné abslovování zkoušek Cambridge English potřebuje student na úroveň Key (KET) běžně cca 175 vyučovacích hodin, na úroveň Preliminary (PET) se doporučuje 350 vyučovacích hodin a pro First (FCE) cca 640 vyučovacích hodin. Díky výuce angličtiny Callanovou metodou je student schopen zvládnout přípravu k těmto zkouškám za čtvrtinu času. Pro úroveň Key (KET) tedy stačí absolvování čtyř úrovní (cca 50 hodin), pro úroveň Preliminary (PET) šest stupňů (přibližně 80 hodin) a pro First (FCE) dvanáct stupňů (cca 160 hodin). Po dokončení dvanácti úrovní zná student přes 5 600 nejpoužívanějších anglických slovíček. 

## Struktura lekce
Vyučovací hodina má danou strukturu, kterou je potřeba dodržovat, a trvá obvykle 50 minut. V každé lekci se opakuje předchozí látka, což vede k osvojení slovní zásoby. Toto opakování zabere nejvíce času, cca 60 % výuky.
„Tajemství úspěchu při učení se jazyku spočívá v opakování, opakování a ještě jednou v opakování.“
Dále se student věnuje četbě, správné výslovnosti a pro opětovnou fixaci se trénuje psaný projev – diktáty. Až po tomto rozsáhlém opakování se vyučující přesune k novému učivu. Student je nucen poslouchat a mluvit, tím se zároveň učí. Když student Callanovy metody dokončí první knihu, znamená to, že ovládá 80–100 % jejího obsahu.

## Zásady Callanovy metody
- opakování (čím častěji studenti uslyší daný výraz, tím lépe si ho zapamatují a následně se jim rychleji vybaví)
- simulace anglicky mluvícího prostředí (na hodinách se mluví výhradně anglicky, lektoři se často střídají, aby si studenti zvykli na různé přízvuky)
- odbourávání strachu mluvit (studenti jsou nuceni na hodinách mluvit, tím se odbourává psychická bariéra a studenti se rozmluví)
- osvojování si jazyka přirozenou cestou (studenti nejprve poslouchají, snaží se porozumět, následně mluví, čtou a píšou, toto je takzvaná zásada „ucho–ústa–oči–ruka“)
- princip otázka–odpověď (pomocí tohoto principu se rozvíjejí reakce při používání řeči, cílem je dosáhnout plynulé mluvení bez přemýšlení, jako je tomu v rodném jazyce)
- řízená konverzace (lektor klade otázky, nutí studenta, aby na ně přesně, celou větou odpověděl, cílem je procvičení co nejdelších větných konstrukcí)
- princip „první strany první knihy“ (všichni studenti jakékoliv úrovně začínají na první straně první knihy, metoda je chronologická, proto není možné bez důkladného osvojení předchozích znalostí pokračovat)[3]
- gramatika je součástí vyučování, ale vyučuje se přirozenou cestou = použitím ve větě

## Callanova metoda v ČR
V současné době je Callanova metoda známa ve 28 zemích světa a vyučuje se v 600 registrovaných centrech po celém světě. Pro tuto metodu se vydávají učebnice, audiomateriály a další didaktické pomůcky přímo v Londýně. Jazykové školy z celého světa vyučující podle této metody musejí pracovat právě s těmito konkrétními pomůckami.